# Resolució 23 del Consell de Seguretat de les Nacions Unides
La Resolució 23 del Consell de Seguretat de les Nacions Unides, aprovada el 18 d'abril de 1947, va determinar ampliar la presència de la Comissió establerta mitjançant la resolució 15 per continuar amb el seguiment de la situació a la zona.
La votació es va adoptar amb nou vots a favor. Polònia i la Unió Soviètica es van abstenir en la votació.